# Глодени
Глодени је град и седиште Глоденског рејона, који се налази у северозападном делу Молдавије.

## Медији
- Глас Бесарабије - 103,8 MHz

## Међународни односи
Глодени је побратимљен са:
- Ботошани, Румунија
- Шаргород, Украјина